# Castel d’Aiano
Castel d’Aiano (emilián nyelven Castèl d Ajàn) település Olaszországban, Emilia-Romagna régióban, Bologna megyében. Lakosainak száma 1895 fő (2023. január 1.). Castel d’Aiano Gaggio Montano, Montese, Vergato és Zocca községekkel határos.

## Népesség
A település lakossága az elmúlt években az alábbi módon változott:
| Lakosok száma | 1872 | 1865 | 1895 |
|               | 2017 | 2018 | 2023 |